# Dušan Kovačević
Dušan Kovačević (Mrđenovac pored Šapca, 12. srpnja 1948.) srpski je dramski pisac i scenarist.
Kovačević nakon završenog osnovnoškolskog obrazovanja u rodnom mjestu školovanje nastavlja u Novom Sadu gdje 1968. završava gimnaziju, a zatim u Beogradu gdje 1973. diplomira na odsjeku dramaturgije Akademije za pozorište, film, radio i televiziju.
Zapošljava se na TV Beograd kao dramaturg gdje radi do 1978. godine. Od 1986. do 1988. radi na Fakultetu dramskih umjetnosti u Beogradu u zvanju docenta. Od 1998. godine je direktor Zvezdara teatra u Beogradu. Kovačević je član Krunskog saveta Aleksandra Karađorđevića, a za dopisnog člana SANU-a izabran je u listopadu 2000. godine. 
2005. godine imenovan je veleposlanikom Srbije i Crne Gore u Portugalu.

## Rad i djelo
Kovačevića, kao dramskog pisca, često nazivaju suvremenim Nušićem. Napisao je više dramskih djela komičnog sadržaja u kojima je prisutna i grotesknost, odnosno prisustvo smiješnog i krajnje ozbiljnog, lijepog i ružnog, stiliziranog i vrlo primitivnog (ponašanja), tradicionalnog i skorojevićkog. Takva slika društvene stvarnosti i tekućeg života biva ne samo jako prepoznatljiva nego i potpunija i kompleksnija. U njegovim ostvarenjima brišu se oštre žanrovske razlike i dolazi do preplitanja komedije karaktera, komedije naravi, farse i drame u užem smislu.

## Izvod iz bibliografije
- Maratonci trče počasni krug (1972.), prema kojem je 1982. g. snimljen i istoimeni film, Maratonci trče počasni krug
- Radovan III. (1973.),
- Proleće u januaru (1977.),
- Svemirski zmaj (1977.),
- Luminacija na selu (1978.),
- Ko to tamo peva (1980.), scenarij za istoimeni film, Ko to tamo peva
- Sabirni centar (1982.), prema kojem je 1989. g. snimljen i istoimeni film, Sabirni centar
- Balkanski špijun (1983.), prema kojem je 1984. g. snimljen i istoimeni film, Balkanski špijun
- Sveti Georgije ubiva aždahu (1984.), prema kojem su 1984. i 2009. g. snimljeni i istoimeni filmovi
- Klaustrofobična komedija (1987.),
- Profesionalac (1990.), prema kojem je snimljen i istoimeni film, Profesionalac
- Urnebesna tragedija (1991.),
- Lari Tompson, tragedija jedne mladosti (1996.),
- Kontejner sa pet zvezdica (1999.),
- Doktor Šuster (2000.).

Napisao je i scenarij za film Podzemlje Emira Kusturice, da bi potom od toga načinio i prozu.
1998. Kovačević objavljuje knjigu Vek, kalendar za godine koje su prošle (1998.).
Kovačević živi i radi kao profesionalni pisac u Beogradu.